# Pozuelo de Tábara
Pozuelo de Tábara is een gemeente in de Spaanse provincie Zamora in de regio Castilië en León met een oppervlakte van 25,39 km². Pozuelo de Tábara telt 172 inwoners (1 januari 2016).

## Demografische ontwikkeling
Bron: INE, 1950-2011: volkstellingen
Opm.: Van 1857 tot 1940 behoorde Pozuelo de Tábara tot de gemeente Moreruelo de Tábara